# Union européenne des démocrates-chrétiens
Pour les articles homonymes, voir Union européenne (homonymie).
L'Union européenne des démocrates-chrétiens (UEDC) est une ancienne confédération de partis politiques européens créée le 3 mai 1965. Elle succéda à l'organisme européen institué en 1947 des Nouvelles équipes internationales (NÉI). En 1971, elle devient l'Union européenne démocrate-chrétienne (UEDC). Après avoir absorbé l'Union chrétienne-démocrate d'Europe centrale en 1992, elle intègre à son tour le Parti populaire européen, le 6 février 1999.

## Sources
1. ↑  « Parti populaire européen », CERSA (consulté le 7 août 2011)